# Potomac (Maryland)
Pour l’article homonyme, voir Potomac (homonymie).
Potomac est une localité du comté de Montgomery, dans l'État du Maryland, aux États-Unis. 
Au recensement de 2000, sa population est de 46,255 habitants, mais elle chute à 44,965 en 2010. Selon le magazine économique Forbes, cette banlieue cossue appartient au groupe des vingt petites villes où le niveau d'éducation est le plus élevé en Amérique. Selon le Bloomberg Businessweek, la majeure partie de ses résidents travaillent à Washington et le revenu annuel moyen par foyer est estimé à 240,000$ en 2011.
La ville accueille le Glenstone, un musée d'art, depuis 2006.